# Peyton Hillis
Peyton Hillis (Conway, 21 de janeiro de 1986) é um ex jogador de futebol americano que jogava como running back na National Football League. Ele foi capa do muito popular jogo MADDEN NFL na edição 2012.[carece de fontes?]